# Rue du Charolais
La rue du Charolais est une voie située dans le 12e arrondissement de Paris, en France.

## Situation et accès
La rue, d'une longueur de plus de 700 mètres, longe à l'orient en partie l'avenue Daumesnil et la rue de Charenton puis rejoint le carrefour de la ruelle de la Planchette et du boulevard de Bercy.

## Origine du nom
Son nom lui vient du fait qu'elle a été ouverte par la Compagnie des chemins de fer de Lyon, et que le Charolais, dont le chef-lieu est Charolles dans le département de Saône-et-Loire), est une des anciennes provinces de France qui était desservie par le PLM.

## Historique
Cette voie est ouverte par la Compagnie des chemins de fer de Lyon en décembre 1863 en remplacement d'une voie qui avait été créée en 1849 et absorbée par la création des voies ferrées.
Elle porte sa dénomination actuelle par arrêté du 20 juillet 1868.
La rue bordait les installations ferroviaires annexes de la gare de Paris-Lyon jusqu'à leur abandon progressif des années 1970 aux années 2010, dépôt du Charolais avec ses trois rotondes dans sa partie sud-est à partir du boulevard de Bercy, bâtiments des messageries, du tri postal et de bureaux à son autre extrémité à partir de la rue de Rambouillet.

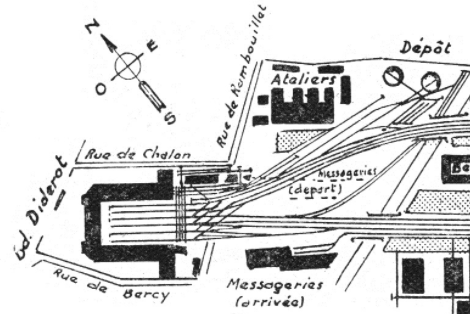
Plan de la gare de Lyon, du dépôt et des ateliers du Charolais en 1904. la rue du Charolais se situe au niveau du mot dépôt figurant sur le plan.
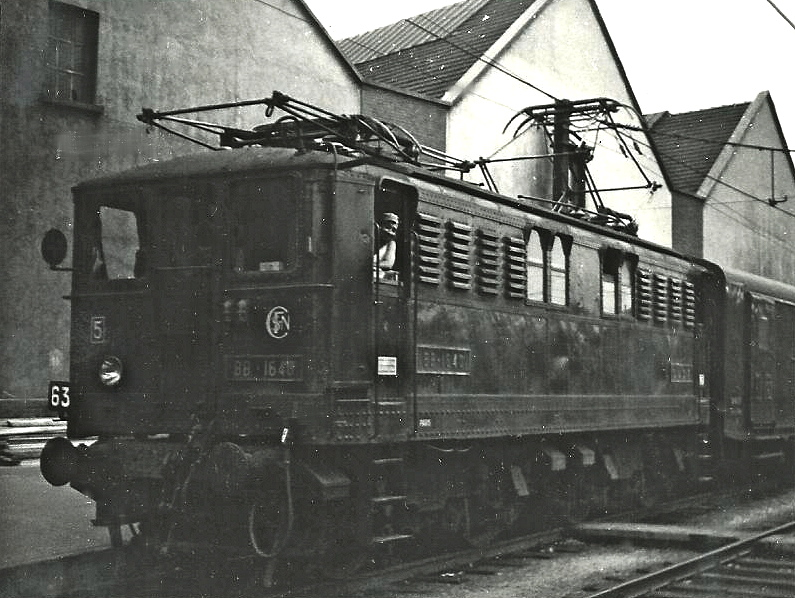
SNCF Class « BB1600 » (ex-Midi Class « E.4000 ») 1,500V dc, 1,035 hp Bo-Bo No.BB 1640 construite en 1921 pour la ligne Pau - Lourdes. Paris Gare de Lyon, dépôt du Charolais, 07/65.

## Projet urbain Les Messageries
La Ville de Paris envisage d'urbaniser cette friche ferroviaire de 6 hectares à l'horizon 2020-2025 comprenant 600 logements (dont 50 % sociaux, 45 000 m2 de bureaux, un grand jardin de 1 hectare, une école élémentaire, une crèche et des commerces afin de diminuer les importantes ruptures urbaines du quartier liées aux voies de chemin de fer. 
Ce projet doit faire suite à une première phase de 1,7 hectare lancée fin 2010 avec le quartier Charolais-Rotonde (500 logements, une crèche, le conservatoire Paul-Dukas, des bureaux). Les halles de messageries le long des voies seront détruites mais les bâtiments bordant la rue, halle de messageries, ancien bureau des télégraphes et halle du TGV postal seront préservés. Cette halle de TGV postal accueille actuellement le tiers-lieu Ground Control.

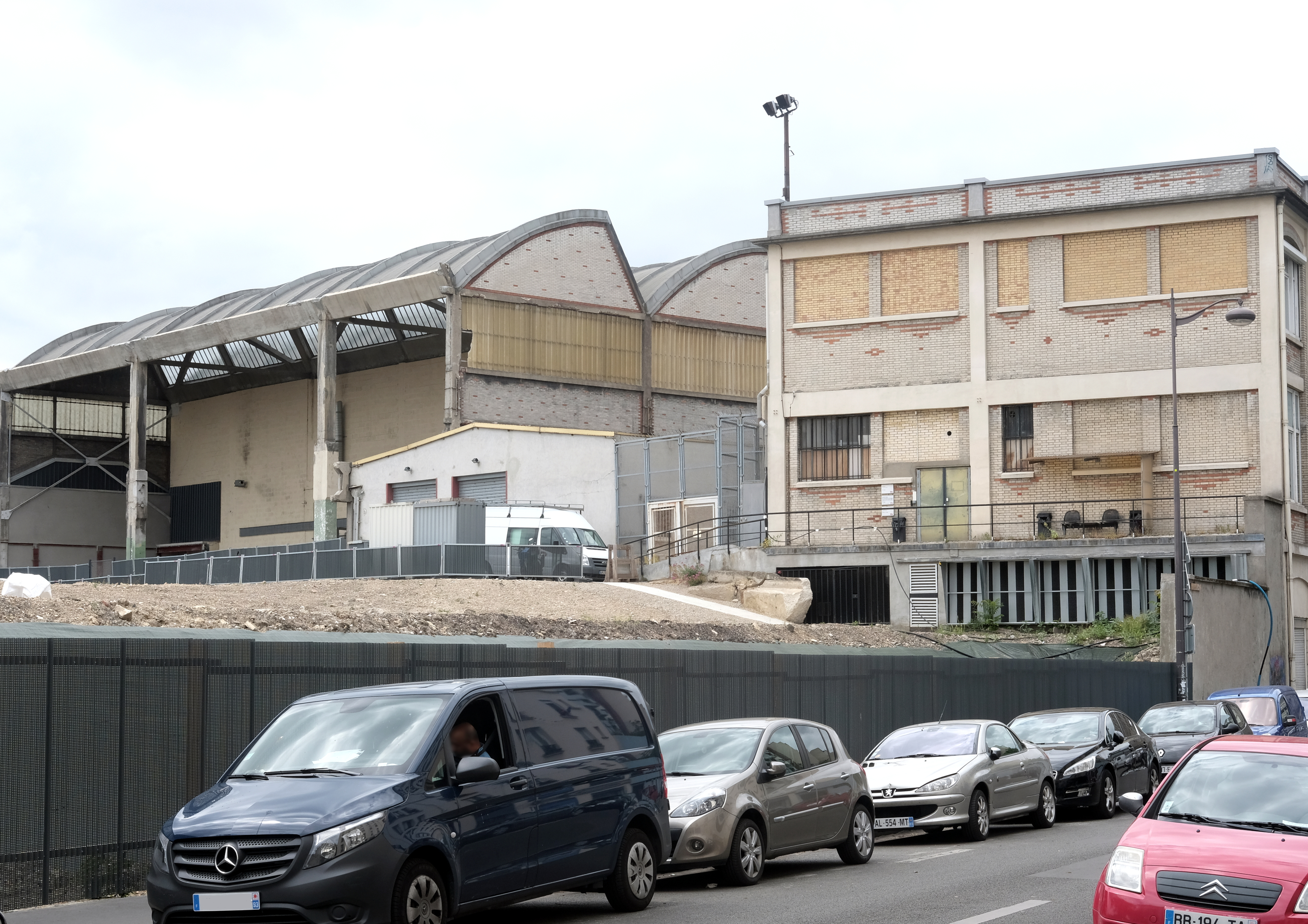
Travaux en 2020.
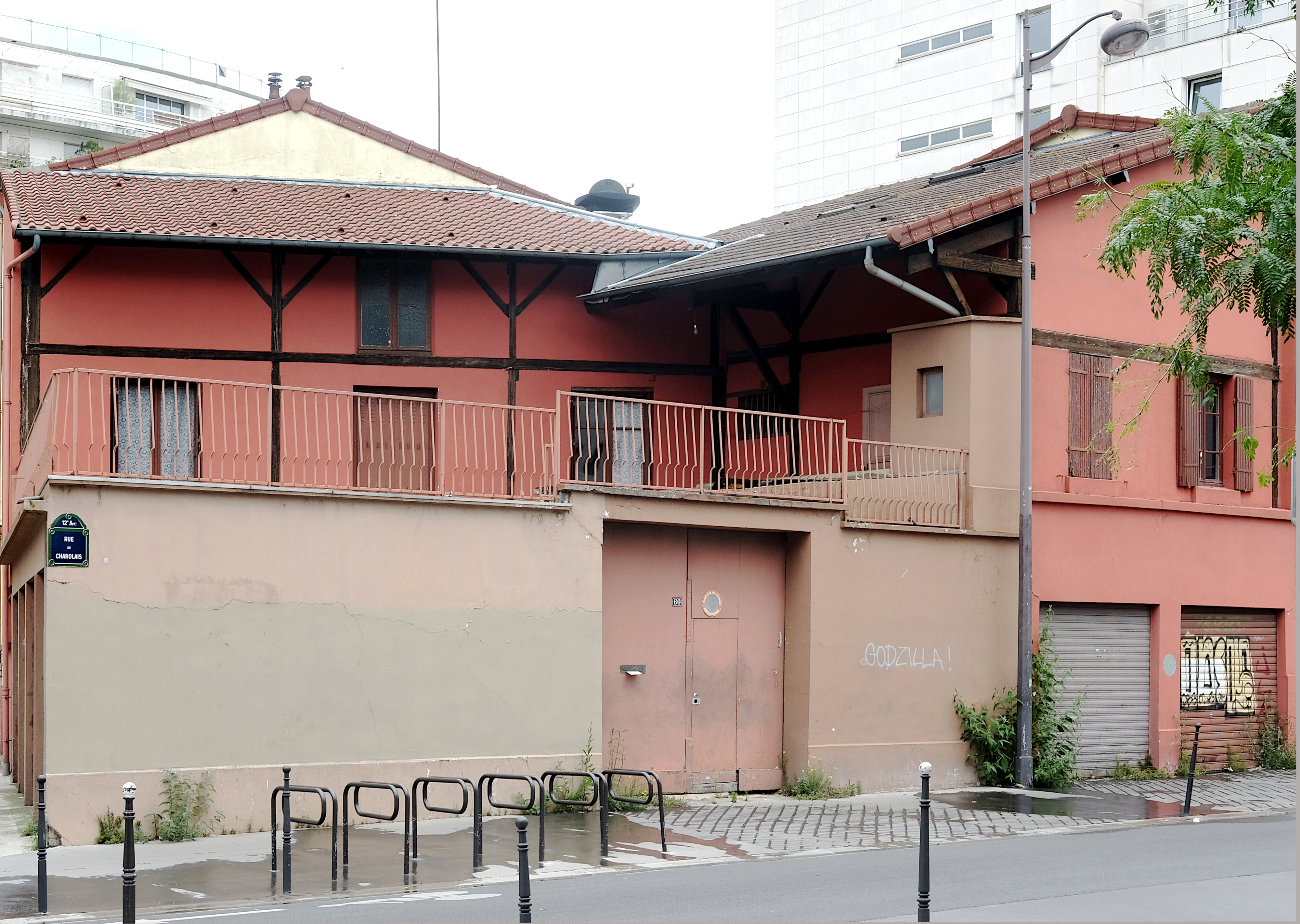
Maison du n° 60, détruite en 2021.
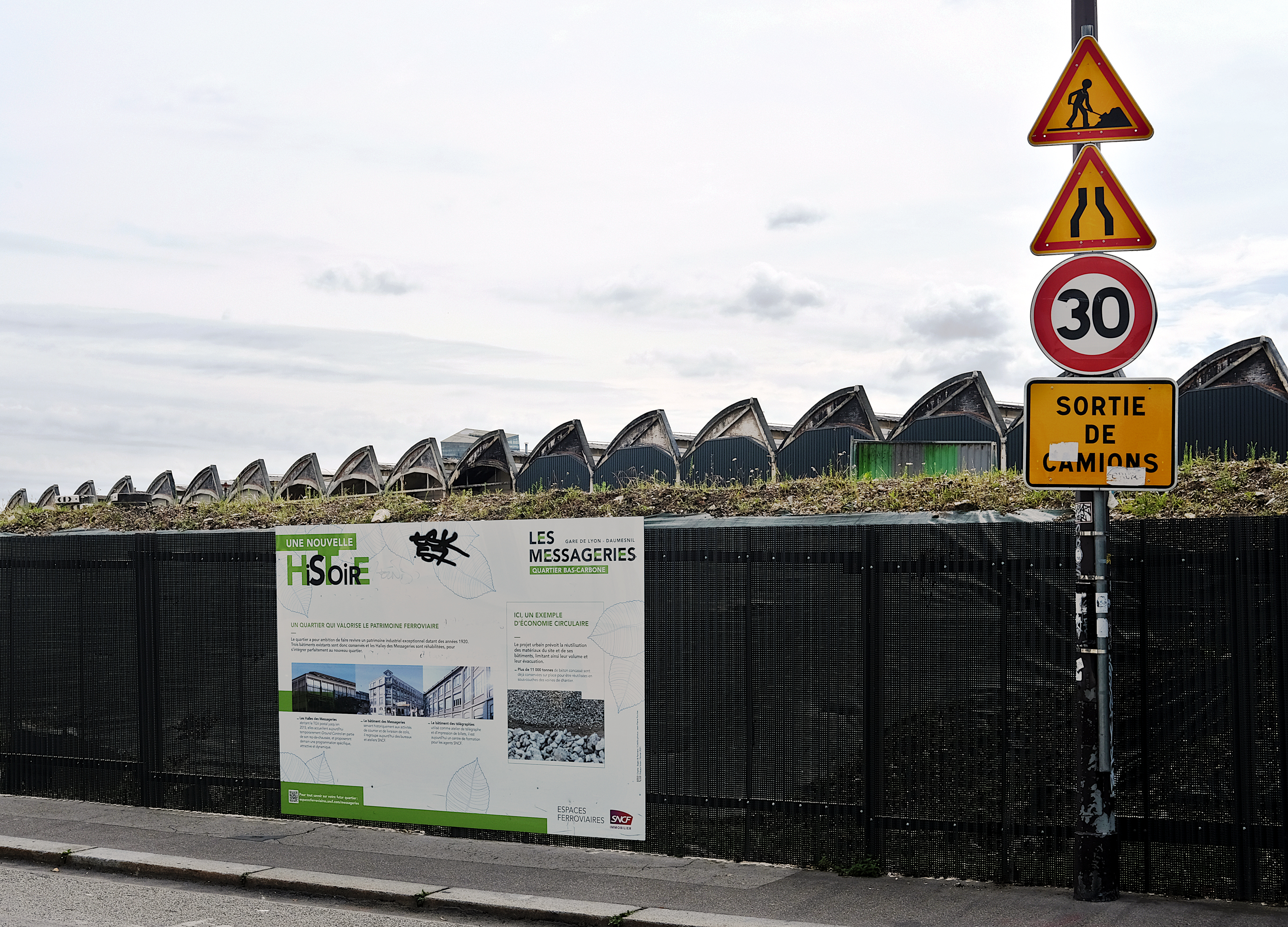
Travaux en 2023.

## Bâtiments remarquables et lieux de mémoire
- La rue était bordée à son sud-sud-est par le dépôt du Charolais. Au nord-ouest se trouvaient les Messageries Gare de Lyon-Daumesnil. Les bâtiments de la halle du Tri Postal, du TGV postal et de l'impression des billets de train, d'architecture des années 1920, sont préservés. Le bâtiment du TGV Postal, accessible par le numéro 81 de la rue accueille actuellement le tiers-lieu Ground Control.

- Aujourd'hui, elle donne accès à un nouveau quartier constitué de la rue Simone-Iff, de la rue Louise-Hervieu, de la rue Jorge-Semprún, de la place Gertrude-Stein et de la rue Anna-Jaclard. Cette dernière voie a été inaugurée à  l'occasion des célébrations du 150e anniversaire de la Commune de Paris en 2021, avec la passerelle André-Léo située à proximité, sur la promenade plantée[3].

- Au no 78 se trouve le théâtre de l'Opprimé.

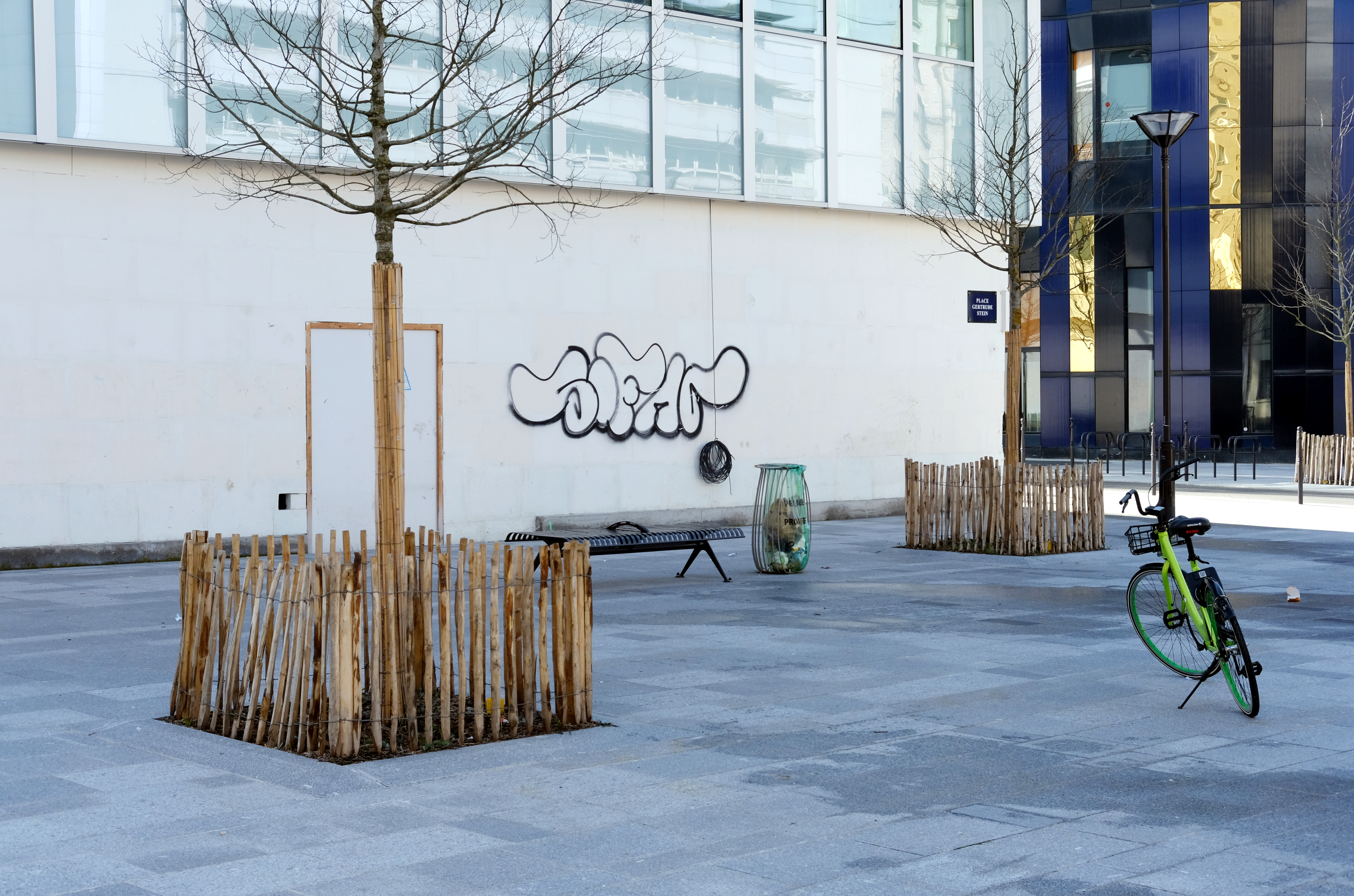
Place Gertrude-Stein.
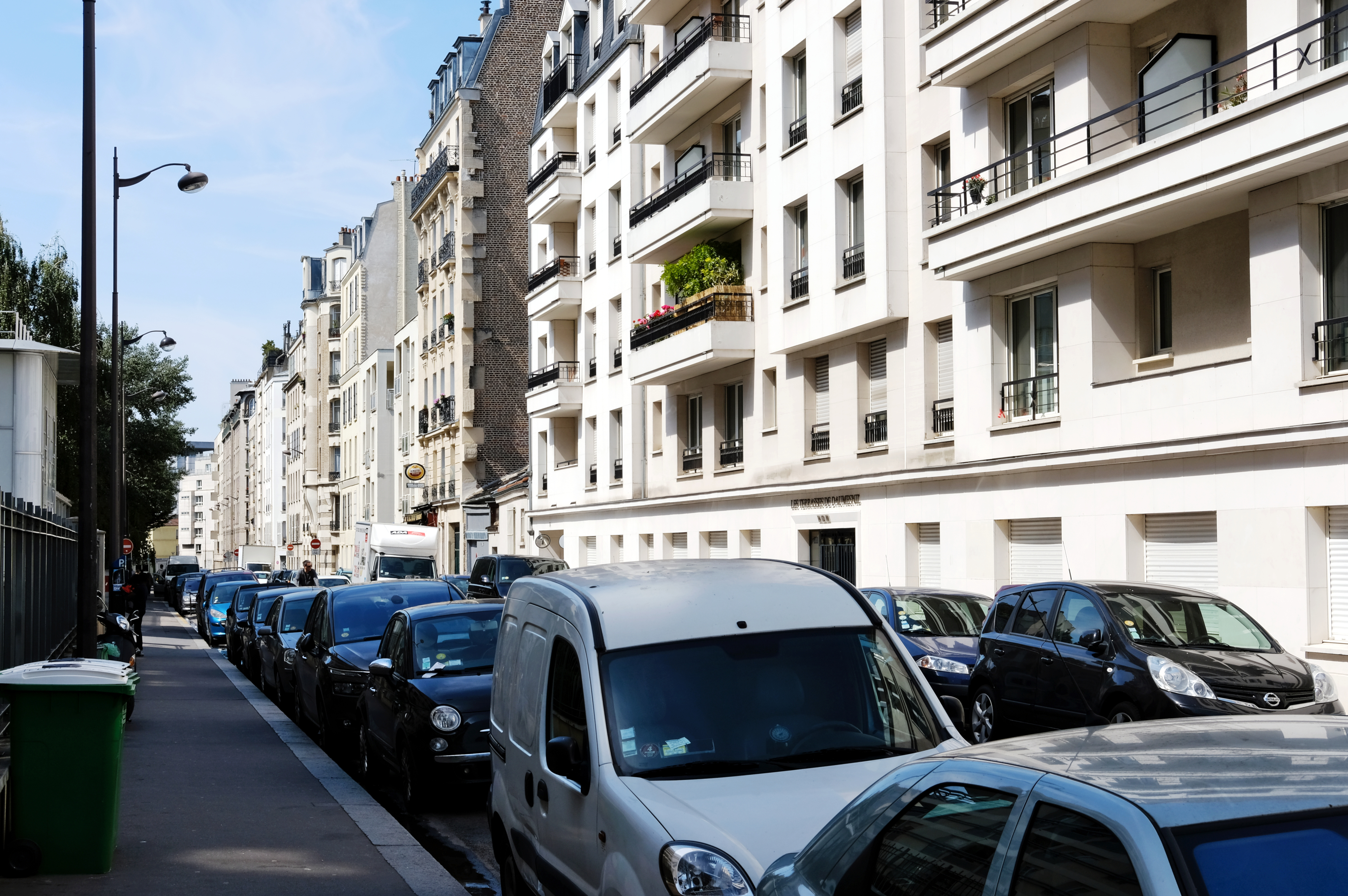
Du côté du boulevard de Bercy.